# Liboc (Kynšperk nad Ohří)

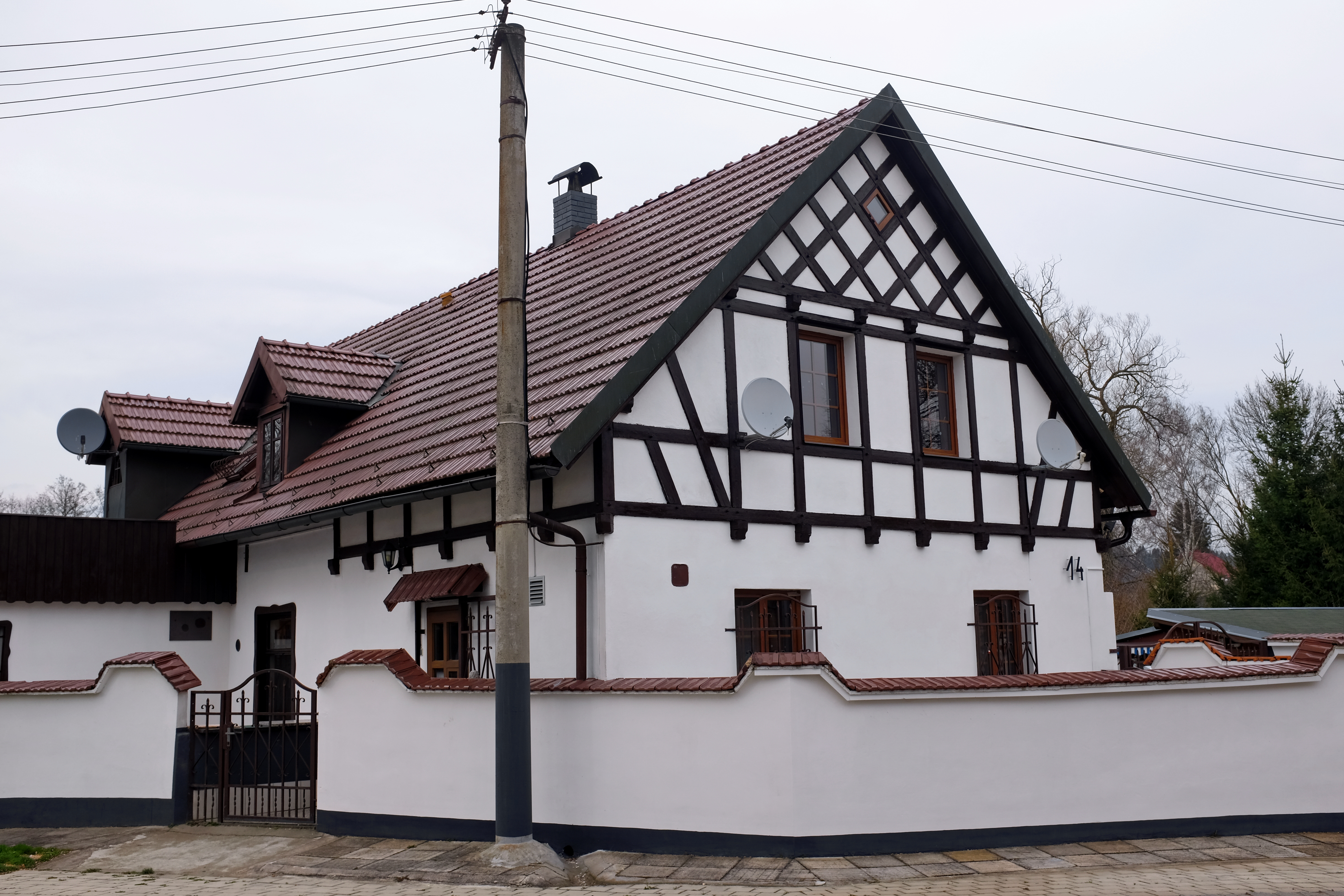
Fachwerkhaus Nr. 14

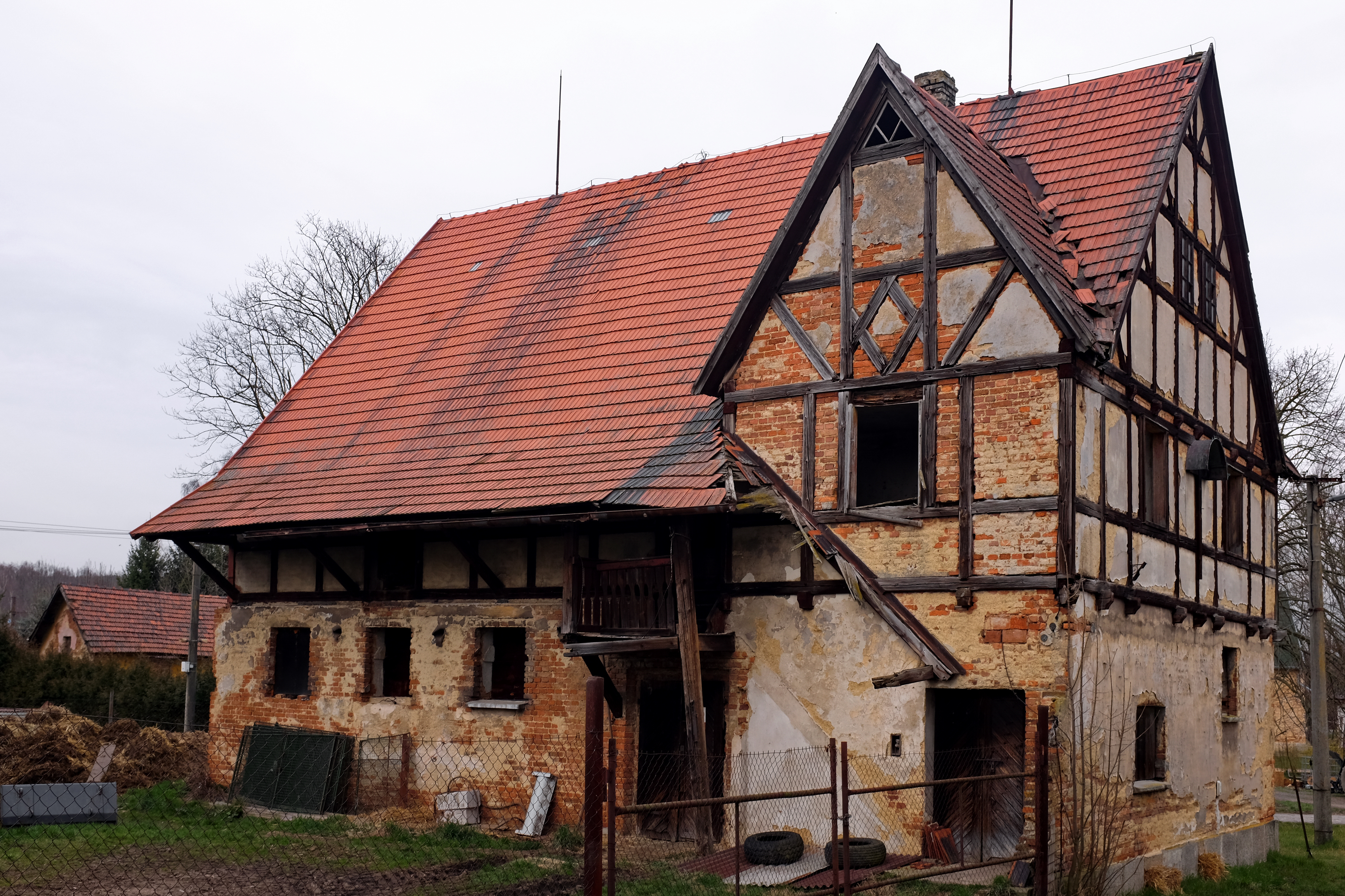
Fachwerkhaus Nr. 11

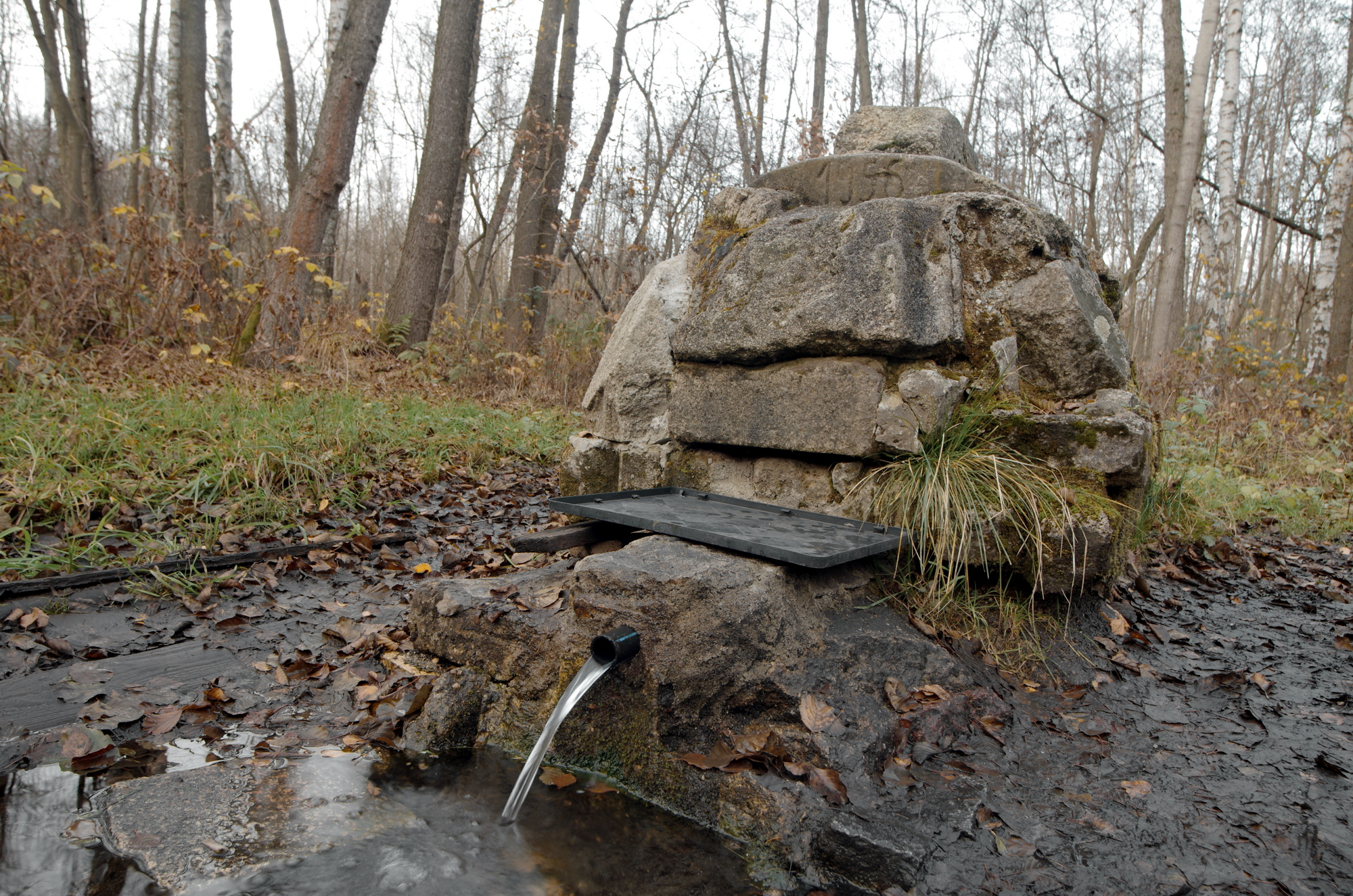
Säuerling Pochlovická minerálka

Liboc (deutsch Leibitsch) ist ein Ortsteil der Stadt Kynšperk nad Ohří in Tschechien. Er liegt einen Kilometer westlich von Kynšperk nad Ohří und gehört zum Okres Sokolov.

## Geographie
Liboc befindet sich linksseitig der Eger (Ohře) – an der Einmündung des Libocký potok (Leibitschbach) – im Egerbecken. Am nördlichen Ortrand verläuft die Bahnstrecke Chomutov–Cheb.
Nachbarorte sind Kaceřov und Horní Pochlovice im Norden, Svatá Maří Pomocná und Dolní Pochlovice im Nordosten, Kynšperk nad Ohří im Osten, Kamenný Dvůr im Südosten, Dobroše im Süden, Hlínová im Südwesten, Chotíkov, Nebanice und Hněvín im Westen sowie Hartoušov, Vackovec und Milhostov im Nordwesten.

## Geschichte
Das Dorf Leubatsch ist seit der Mitte des 14. Jahrhunderts als ein Sitz der Herren von Notthafft nachweislich. Die erste urkundliche Erwähnung erfolgte am 12. März 1359 in einer Verzichtsurkunde zugunsten des Klosters Waldsassen, bei der auch Albrecht der Nothaft von der Leubatsch als Zeuge in Erscheinung trat. Im Jahre 1385 verzichtete Hensel Nothaft von der Lewbatsch auf eine Sachleistung des Klosters. In dem um 1396 angelegten ältesten Lehnbuch der Landgrafen von Leuchtenberg wird das Dorf als Lewbicz und Lewbenten bezeichnet.
Bis ins 18. Jahrhundert war Leibitsch ein landtäfliges Gut. Die Besitzerin des Gutes Mostau, Anna Theresia von Schirnding, geborene Pergler von Perglas, kaufte nach 1738 das Gut Leibitsch von den Herren Globner von Globen. Sie vereinigte Leibitsch und das ebenfalls zugekaufte Gut Pochlowitz mit dem Gut Mostau. Bei Pochlowitz ließ sie den neuen Meierhof Neuhof anlegen, nach dem das Gut dann benannt wurde. Später gelangte das Gut Neuhof wieder an die Familie Pergler von Perglas, die es 1747 mit dem Gut Katzengrün vereinigte. Karl Anton Pergler von Perglas veräußerte 1787 das Gut Neuhof an den Kaadner Bürger Wolf Adam Löw, der es an sein Gut Littengrün anschloss. Löw verkaufte die Güter Littengrün und Neuhof 1798 an Michael Kahler und seine Frau Helena Margaretha, geborene Löw. Später erbten deren Söhne beide Güter.
Im Jahre 1845 bestand das im Elbogener Kreis gelegene Dorf Leibitsch aus 23 Häusern mit 142 deutschsprachigen Einwohnern. Im Ort gab es eine Mühle und ein Wirtshaus. Haupterwerbsquellen bildeten der Feldbau und die Viehzucht. In der Umgebung entsprangen mehrere Säuerlinge. Pfarrort war Königsberg. Bis zur Mitte des 19. Jahrhunderts blieb Leibitsch dem Gut Littengrün samt Neuhof untertänig.
Nach der Aufhebung der Patrimonialherrschaften bildete Leibitsch ab 1850 einen Ortsteil der Gemeinde Pochlowitz im Gerichtsbezirk Falkenau. Ab 1868 gehörte das Dorf zum Bezirk Falkenau. Im Jahre 1869 bestand Leibitsch / Libic aus 20 Häusern und hatte 122 Einwohner. Die Bahnstrecke Karlsbad-Eger wurde 1870 fertiggestellt; hinter dem Neuhof entstand der Bahnhof Königsberg (Eger). Zum Ende des 19. Jahrhunderts wurde Libice als tschechischer Ortsname verwendet. Im Jahre 1900 hatte das Dorf 183 Einwohner, 1910 waren es 214. Nach dem Ersten Weltkrieg zerfiel der Vielvölkerstaat Österreich-Ungarn, das Dorf wurde 1918 Teil der neu gebildeten Tschechoslowakischen Republik. Beim Zensus von 1921 lebten in den 26 Häusern von Leibitsch 186 Personen, darunter 177 Deutsche und sieben Tschechen. 1923 wurde Liboc als tschechischer Ortsname eingeführt. 1930 lebten in den 32 Häusern von Leibitsch 199 Menschen. Nach dem Münchner Abkommen wurde Leibitsch 1938 dem Deutschen Reich zugeschlagen und gehörte bis 1945 zum Landkreis Falkenau an der Eger. Nach der Aussiedlung der deutschen Bewohner nach Ende des Zweiten Weltkrieges wurde das Dorf mit Tschechen wiederbesiedelt. 1950 lebten in den 31 Häusern von Liboc nur noch 136 Personen. Die Eingemeindung nach Kynšperk nad Ohří war 1961. Beim Zensus von 2001 bestand Liboc aus 23 Wohnhäusern und hatte 101 Einwohner.

## Ortsgliederung
Der Ortsteil Liboc bildet den Katastralbezirk Liboc u Kynšperka nad Ohří.

## Sehenswürdigkeiten
- Einige Egerländische Fachwerkhäuser
- Säuerling Pochlovická minerálka, oberhalb des Dorfes am Libocký potok
- Feuchtgebiet Libocké mokřady zwischen Liboc und Dolní Pochlovice